# Ludovic Dauș
Ludovic Dauș (n. 19 septembrie/1 octombrie 1873, Botoșani, România – d. 17 noiembrie 1954, București, România) a fost un romancier, dramaturg, poet și traducător român, cunoscut, de asemenea, ca politician și director de teatru. S-a născut într-o familie cosmopolită, cu un tată ceh și o mamă dintr-o familie boierească, dar formarea sa profesională și culturală a fost influențată de traiul în orașele mici ale Moldovei Occidentale. Licențiat în drept, pregătit ca avocat și angajat o perioadă ca editor, Dauș a devenit funcționar în Ministerul Domeniilor și a avansat apoi în ierarhia birocratică. În paralel, a urmat o cariera literară: a fost un poet obscur și un dramaturg cunoscut înainte de Primul Război Mondial, apoi a publicat câteva romane. Opera sa de traducere acoperă mai multe limbi străine și cuprinde versiuni românești ale romanelor Sonata Kreutzer, Doamna Bovary și Eugénie Grandet.
După ce a fost primit în salonul literar condus de Bogdan Petriceicu Hasdeu, Dauș a frecventat mai multe cenacluri literare. Prin 1918 el adoptase un discurs naționalist român în poezia sa și, din ce în ce mai mult, în cariera sa politică. A îndeplinit mai multe funcții administrative în România Mare și în special în Basarabia, unde este amintit ca primul director al Teatrului Național din Chișinău. Dauș a fost membru al Camerei Deputaților și al Senatului, unde a promovat interesele țăranilor basarabeni și a pledat pentru o reformă funciară radicală. A fost inițial membru al Partidului Independent din Basarabia și a trecut apoi la Partidul Național Liberal.
În perioada interbelică Dauș a fost vag afiliat cenaclului literar modernist Sburătorul. El s-a maturizat ca scriitor, obținând laude și provocând controverse cu lucrările sale de ficțiune politică, care combinau subiecte neoromantice cu elemente ale romanului psihologic; de asemenea, el i-a șocat pe spectatorii de teatru cu piesa sa explicită despre Vlad Țepeș. A continuat să scrie piese de teatru în timpul celui de-al Doilea Război Mondial și a fost pentru scurt timp codirector al Teatrului Municipal „I.L. Caragiale” din București, murind la scurt timp după instaurarea regimului comunist.

## Biografie

### Tinerețea și debutul literar
Ludovic Dauș s-a născut la Botoșani ca fiu al lui Alfred Dauș (nume ortografiat, de asemenea, Dousa, Dușa sau Bouschek). Tatăl său era un inginer de origine cehă, care s-a stabilit în Principatele Unite și a desfășurat diferite activități în domeniul său de pregătire. Conform unor înregistrări, el a participat la Insurecția poloneză din ianuarie 1863, sprijinind guvernul național polonez; alte surse consemnează că a locuit o perioadă în Bosnia otomană. Mama lui Ludovic a fost Maria Negri, o nepoată a scriitorului moldovean Costache Negri, care ar fi făcut studii, potrivit unor surse, la München și la Institutul Sacré-Coeur din Lemberg. Prin intermediul ei, Dauș a fost un membru al clasei boierești.
Viitorul scriitor, care a obținut cetățenia română abia în 1899, a învățat la Colegiul Național „A. T. Laurian” din Botoșani. S-a înscris la Școala Militară din Iași pentru a urma o carieră în Forțele Terestre Române, dar nu i-au plăcut condițiile de acolo și s-a mutat la Fălticeni. Acolo a studiat o vreme cu profesorul Eugen Lovinescu, înainte de a se întoarce în orașul său natal, iar în final la București, unde a urmat cursurile Liceului „Sfântul Gheorghe” - o școală particulară condusă de Anghel Demetriescu și George Ionescu-Gion. În această perioadă a publicat primele sale poezii în ziarul botoșănean Curierul Român al lui Ioniță Scipione Bădescu. Conform propriilor sale amintiri, el a fost inspirat de poeziile elegiace ale lui Vasile Alecsandri și Heinrich Heine. După asemenea începuturi a trecut la scrierea unor lucrări „naive, stupide”, inclusiv a unui poem dramatic „în care protagonistul era capul unui bărbat decapitat”. Orașele Botoșani și Fălticeni, ca prototipuri ale târgului moldovenesc occidental, au format mai târziu fondul prozei sale, care include aluzii specifice la perioada anilor săi de școală.
După ce a promovat examenul de bacalaureat în iunie 1892, Dauș a intrat în serviciul public pe post de copist în Ministerul Domeniilor. A obținut ulterior o diplomă de licențiat în drept la Universitatea București (1897) și a exercitat profesia de avocat. În timp ce și-a continuat cariera profesională în serviciul public, Dauș a intrat în activitatea editorială ca director al Editurii Alcalay, coordonând colecția Biblioteca pentru toți; proprietarul nominal al editurii, Leon B.Alcalay, era „analfabet”.
Dauș s-a căsătorit cu Margot Soutzo, din familia Suțu, apoi a divorțat și, în iunie 1910, s-a recăsătorit cu franțuzoaica Ecaterina Thiéry, originară din Bârlad. El a continuat să publice poezii, unele dintre ele în Revista nouă a lui Bogdan Petriceicu Hasdeu - o activitate „obscură”, caracterizată prin „lipsă de orice personalitate”, potrivit istoricului literar George Călinescu. A debutat ca traducător în 1896, cu Manon Lescaut al lui Antoine François Prévost, publicând ulterior versiuni în limba română ale operelor lui Molière (Bolnavul închipuit, 1906), Ivan Turgheniev (Duelistul, 1907), Jonathan Swift (Călătoriile lui Gulliver, 1908), E.T.A. Hoffmann (Povestiri, 1909), Lev Tolstoi (Sonata Kreutzer, 1909) și Arthur Conan Doyle (1909). În acei ani a frecventat, în calitate de protejat al lui Ionescu-Gion, salonul literar al lui Hasdeu de la Editura Socec, unde l-a cunoscut și s-a împrietenit cu poetul și dramaturgul Haralamb Lecca.
Dauș a scris apoi poeme dramatice, care au fost reprezentate de obicei pe scena Teatrului Național din București. Seria dramatică a lui Dauș a început cu piese inspirate din istoria Lituaniei: Akmiutis, în 1898, și poemul în cinci acte Eglè, în 1903. Această lucrare dramatică a fost distinsă cu un premiu al Academiei Române. În 1902 a scris piesa Patru săbii, care a fost urmată în 1904 de Blestemul, în 1906 de Doamna Oltea, care dramatizează viețile domnilor moldoveni Bogdan al II-lea și Ștefan cel Mare, și în 1912 de Cumpăna. Scrierea acestor opere a fost alternată cu romane și nuvele: Străbunii (1900), Dușmani ai Neamului (1904), Iluzii (1908) și Satana (1912). Toate aceste creații au fost desființate de criticul Ovid Crohmălniceanu, care considera că sunt urmarea unei cariere timpurii „foarte fecunde, dar din care rezultaseră doar nenumărate scrieri ilizibile”. Majoritatea acestor creații literare erau concentrate asupra perioadei istorice legendare de dinaintea și din timpul întemeierii Moldovei.
Dauș a devenit vag afiliat revistei Literatorul, care îi reunea pe scriitorii simboliști români cu poeții care părăsiseră cercul Hasdeu. Potrivit istoricului Nicolae Iorga, în acea perioadă Dauș era încă un „diletant de literatură”. Creațiile sale literare au apărut apoi în publicații cu tendințe diverse precum Familia, Luceafărul, Vatra și Literatură și Știință. El a publicat în cotidianul Adevărul mai multe traduceri populare în foileton, folosind pseudonimul „Adrian Daria”; alte pseudonime pe care le-a folosit pentru acest gen de lucrări au fost „Adina G.” și „Ludovic D.” (acesta din urmă a fost folosit în revista satirică Zeflemeaua a lui George Ranetti). În 1894 și din nou în 1897 el și poetul Radu D. Rosetti au publicat săptămânalul literar Doina, numit după specia lirică omonimă. În 1903, pentru o perioadă, el a lansat împreună cu Emil Conduratu o altă revistă, intitulată Ilustrațiunea română.

### Primul Război Mondial și Basarabia
Secretar al Societății Scriitorilor Români la primele sale reuniuni din 1908, Dauș a rupt relațiile cu cercul Literatorul. În 1912 el scria pentru publicația Floare albastră, revista antisimbolistă publicată la Iași de A.L. Zissu. Începând din 1914 a lucrat ca expert juridic în departamentul de fond funciar sătesc al Ministerului Domeniilor. Dauș a revenit în domeniul literar cu volumul de poezie În zări de foc, apărut în 1915, și cu traduceri ale romanelor lui Gustave Flaubert - Salammbô în 1913, Doamna Bovary în 1915. El a fost considerat de unii cercetători drept cel mai bun traducător al operei flaubertiene în limba română.
La sfârșitul anului 1916 România a intrat în Primul Război Mondial, dar a fost invadată de Puterile Centrale. În octombrie 1916 poemul său de onorare a soldaților morți la Turtucaia a fost publicat în ziarul Viitorul și apoi în Albina lui George Coșbuc. După ocuparea Bucureștiului de către germani, Dauș s-a refugiat la Iași, unde se mutaseră instituțiile administrative ale României. În acea perioadă, el a tradus povești ale contesei de Ségur. Pe la sfârșitul războiului a fost detașat în Basarabia, care se unise recent cu România, și a ocupat funcția de director fondator (din 1918) al Teatrului Național din Chișinău. El s-a declarat impresionat în special de religiozitatea „superstițioasă” și de demnitatea aristocratică a țăranilor basarabeni, devenind un susținător al cauzei lor. O parte a poeziilor scrise în această perioadă au fost publicate în 1920 în ziarul local, Vulturul Basarabean.
În timpul șederii sale la București, Dauș a început să frecventeze salonul literar modernist Sburătorul de la înființarea sa în 1919 și a publicat, de asemenea, cu regularitate în paginile revistei omonime. Cu toate acestea, potrivit colegului său I. Peltz, el a fost primit acolo doar cu „un fel de condescendență” de criticul cenaclului Sburătorul, Eugen Lovinescu. Dauș a fost asociat în cadrul acestui cenaclu în special cu autori mai în vârstă precum Alexandru Văitoianu și Hortensia Papadat-Bengescu. Această poziționare reflecta verdictele lui Lovinescu: el îl descrie pe Dauș ca un neoromantic aflat în apropierea tradiționalismului sămănătorist.

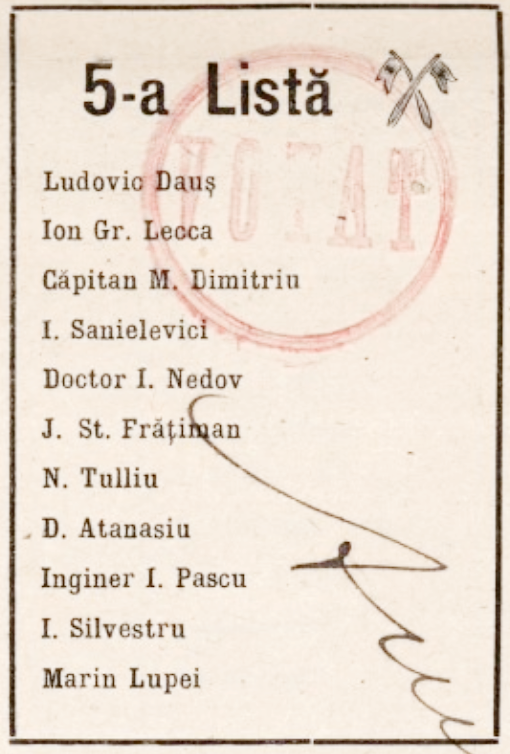
Dauș, Iustin Frățiman și Iosif Sanielevici înscriși pe lista de candidați a Partidului Independent din Basarabia la alegerile din noiembrie 1919

Activ în plan politic, Dauș s-a alăturat micului Partid Independent din Basarabia, înființat de Iustin Frățiman, Sergiu Niță și Constantin Stere, candidând pe listele sale în alegerile parlamentare din noiembrie 1919. El a făcut parte ulterior din Camera Deputaților și din Senatul României Mari și a participat la conferințele Uniunii Interparlamentare. A promovat efectuarea unei reforme funciare radicale, care reflecta influența socialist-revoluționară, criticând Partidul Țărănesc din Basarabia pentru amânarea unor astfel de promisiuni și arătându-i pe Ion Buzdugan și Ion Inculeț ca trădători ai țăranilor. Aliindu-se cu Partidul Național Liberal și făcând parte din Senat în legislatura 1922-1926, Dauș a sprijinit politica naționalistă și cauza basarabeană. Constatând relațiile ostile româno-sovietice, el a susținut anexarea RASS Moldovenești de către România Mare. În septembrie 1926 legăturile sale cu Basarabia au fost întrerupte, deoarece Ion Livescu a preluat funcția de director al Teatrului Național din Chișinău. Trupa teatrală a protestat la acea vreme, cerând ca Dauș să fie reinstalat în funcție.
Dauș a fost, de asemenea, director al Imprimeriei Statului, președinte al Ateneului Român și al Asociației Presei din Basarabia și, în cele din urmă, subdirector general al Societății Române de Radiodifuziune. A revenit în activitatea publicistică mai întâi ca poet, cu Valea Albă (1919) - un poem dramatic despre Bătălia de la Valea Albă din 1476 - și cu Drumul sângelui (1924). Acesta din urmă era un omagiu adus soldaților morți la Mărășești și în alte locuri de pe frontul românesc. Dauș a tradus câteva piese de teatru în versuri printre care Regele petrece de Victor Hugo și Regele Lear de William Shakespeare (ambele din 1924). El a scris apoi o nouă piesă de teatru care-l avea ca personaj principal pe Vlad Țepeș și care a fost reprezentantă pe scena Teatrului Național din București și publicată în 1930. Piesa a dobândit notorietate și a provocat dezgust prin reprezentarea cruzimii medievale, inclusiv tragerea în țeapă și moarte prin fierbere; cronicarul teatral Mihail Sevastos a remarcat sarcastic că Dauș „s-a oprit cu puțin timp înainte de tăierea sânilor actrițelor” și nu a dramatizat presupusa violare a lui Vlad de către Mahomed Cuceritorul. De asemenea, potrivit lui Sevastos, piesa a fost un teatru politic, care milita pentru întoarcerea unui dictator asemănător lui Vlad.

### Apogeul literar și ultimii ani de viață
Proza interbelică a lui Dauș a atras o mai mare atenție și este, în general, considerată ca fiind mult mai bine realizată decât creația sa anterioară. Potrivit lui Crohmălniceanu, romanele sale din anii 1920 -1930 erau „interesante, cu o apreciabilă observație socială” și vădeau „realmente talent scriitoricesc”. Potrivit lui Lovinescu, Dauș și-a descoperit punctul de vedere asupra literaturii „la vârsta când la alții încetează de obicei”. Proza din această perioadă include romanul Drăceasca schimbare de piele (1927), în care o femeie de vârstă mijlocie începe să-și înșele soțul și apoi înnebunește, după ce îmbracă hainele unei cocote, pe care le cumpărase la o licitație. Unul dintre recenzorii vremii, Constantin Șăineanu, nu a fost prea impresionat, citind povestea implauzibilă din Drăceasca schimbare... pe care o considera „un caz excepțional, anormal și maladiv, de resortul unei clinici medicale”. Episoadele erotice, susține Șăineanu, „țin loc de acțiune”.
Publicat în 1932, romanul Asfințit de oameni descrie declinul clasei boierești, înlocuită cu „o mixtură socială levantină”, înfățișat „cu o remarcabilă obiectivitate și ascuțime”. După cum susținea Călinescu, arivistul și ucigașul Vangheli Zionis, care are inițial rolul de antagonist, apare mai respectabil la sfârșitul cărții, atunci când este pus în contrast cu boieroaica desfrânată și crudă Nathalie Dragnea. Bazat pe „mult adevăr istoric romanțat”, romanul „nu e îndeajuns de prefăcut artisticește”. Evidențiind prezența temei sociale a luptei de clasă, Lovinescu consideră romanul ca fiind o creație sămănătoristă aflată în prelungirea acestei mișcări literare, dar „solid construită, cu o tehnică realistă, onest realizată” și „fără o retorică romanțioasă”. Un ultim roman, intitulat O jumătate de om, a apărut în 1937. Remarcat de Crohmălniceanu pentru „intriga ingenioasă” și scrisul său „nervos”, acest roman îl urmărește pe supusul și influențabilul Traian Belciu printr-o serie de eșecuri existențiale. Acestea culminează cu târârea sa în intrigile politice din perioada neutralității, implicarea sa fără de voie în cercurile germanofile și în cele din urmă împușcarea sa ca dezertor. O jumătate de om este, în opinia lui Lovinescu, cea mai bună carte a lui Dauș - realizată ca o operă de ficțiune politică, dar eșuat în mare măsură ca roman psihologic și desincronizat de curentul modernist.
În perioada publicării acestor romane, Dauș a tradus opere literare ale lui Honoré de Balzac (o versiune a lui Eugénie Grandet a apărut în 1935) și François Coppée (Les Jacobites). Traducerile sale din Heine au fost puse pe muzică de ardeleanul Emil Monția. După ce a obținut premiul Societății Scriitorilor Români în 1938, și-a publicat memoriile în anul următor în revista Jurnalul Literar. În acel an, răspunzând invitației lui Gherman Pântea, a revenit în Basarabia cu ocazia dezvelirii unui monument în cinstea regelui Ferdinand I al României, folosind prilejul pentru a întări sentimentul unionist printr-un discurs patriotic. Ca asociat al generalului Victor Dombrovski, primarul Bucureștiului, Dauș a contribuit la organizarea comemorării în iunie 1939 a lui Mihai Eminescu, poetul național al României, căruia i-a dedicat mai multe discursuri și poezii. Ultimele sale creații literare, publicate în timpul celui de-al Doilea Război Mondial, au fost piesa de teatru Ioana (1942) și volumul de nuvele Porunca toamnei (1943). Prima a fost reprezentată la Teatrul Studio din București și a avut un succes considerabil. Personajul principal feminin eponim al acestei pies era pus în contrast cu o societate burgheză decadentă.
După lovitura de stat a regelui Mihai din august 1944 și întoarcerea generalului Victor Dombrovski ca primar, Dauș a fost numit prin decizia nr. 27786/4561 din 25 octombrie 1944 membru al comitetului director al Teatrului Municipal „I.L. Caragiale” (azi Teatrul Bulandra), alături de actorul Ion Manolescu, regizorul Sică Alexandrescu și Horia Oprescu (șeful Direcției Mișcare Culturală din cadrul primăriei), îndeplinind această funcție până în anul 1947, când a fost numită în funcția de director actrița Lucia Sturdza-Bulandra, iar colectivul teatrului a suferit o restructurare fundamentală. A apucat să vadă primii ani ai regimului comunist din România, murind la București și fiind înmormântat în cimitirul Colentina. Persistă o anumită confuzie în ceea ce privește data morții sale, deoarece unele surse consemnează anul 1953; cele mai precise relatări indică faptul că a murit la 17 noiembrie 1954 și a fost înmormântat două zile mai târziu.
A lăsat în urma sa diverse manuscrise, inclusiv o cronică în versuri a celui de-al Doilea Război Mondial, intitulată Anii cerniți și romanul neterminat Răscruci. Alte cel puțin trei caiete de poezii și un „număr impresionant” de traduceri de poezii (scrise, în special, de Charles Baudelaire, Aleksandr Pușkin și Paul Verlaine) au rămas nepublicate. I-a supraviețuit văduva sa, Ecaterina Thiéry-Dauș, care a donat manuscrisele lui și memoriile ei ale vieții lor comune fondului Arhivelor Naționale din Botoșani. În 1977 criticul Valentin Tașcu menționa că „tradiția solidă a prozei istorice românești” îi includea pe Mihail Sadoveanu, Camil Petrescu, Liviu Rebreanu, „și chiar pe Ludovic Dauș”. Așa cum a susținut istoricul literar Iurie Colesnic, deși a fost considerat un scriitor „mediocru” și „aproape uitat” în România, Dauș este încă privit ca o „figură legendară” în rândul românilor basarabeni - în special în actuala Republică Moldova.

## Operă
- Spre moarte, București, 1897;
- Pedepse. Caracterul și natura lor, teză de licență, Botoșani, 1897;
- Akmiutis, poem dramatic, București, 1898;
- Străbunii, roman, București, 1900;
- Eglè, poem dramatic, București, 1901;
- Patru săbii, București, 1902;
- Blestemul, tragedie, București, 1904 (ed. a II-a, 1909);
- Dușmani ai Neamului, roman, București, 1904;
- Doamna Oltea, mama lui Ștefan, poem dramatic în versuri, București, 1906 (ed. a II-a, 1907);
- Iluzii, roman, București, 1908;
- Cumpăna, București, 1912;
- Satana, nuvele, București, 1912;
- În zări de foc, poezii, București, 1915;
- Valea Albă, poem dramatic, București, 1919;
- Drumul sângelui, versuri, București, 1924;
- Drăceasca schimbare de piele, roman, București, 1927;
- Vlad Țepeș, București, 1930;
- Asfințit de oameni, roman, București, 1932;
- O jumătate de om, roman, București, 1937;
- Ioana, piesă în trei acte, București, 1942;
- Porunca toamnei, nuvele, București, 1943.
- Nocturna, 1946.

### Traduceri
- Abatele Prévost, Manon Lescaut, București, 1896;
- Molière, Bolnavul închipuit, București, 1906;
- Jonathan Swift, Gulliver în Țara piticilor, București, 1908 (altă ed., 2000);
- Wilhelm Meyer-Förster, Vechiul Heidelberg, București, 1909;
- E. T. A. Hoffmann, Povestiri fantastice, București, 1909;
- Arthur Conan Doyle, Spovedania unui medic, București, 1909;
- Gustave Flaubert, Salammbô, București, 1913;
- Gustave Flaubert, Doamna Bovary, București, 1915;
- Victor Hugo, Regele petrece, București, 1924;
- William Shakespeare, Regele Lear, București, 1924;
- Contesa de Ségur, Povestiri cu zâne, București, 1925;
- Balzac, Eugenia Grandet, București, 1935;
- Frank Arthur Swinnerton, Nocturna, adaptare, Oradea, 1936;
- Ivan Turgheniev, Duelistul, București, f.a.